# Bobritzsch (Gemeinde)

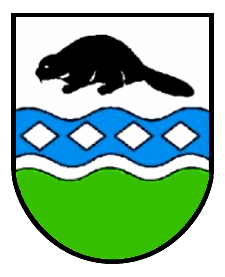
Wappen der ehemaligen Gemeinde Bobritzsch

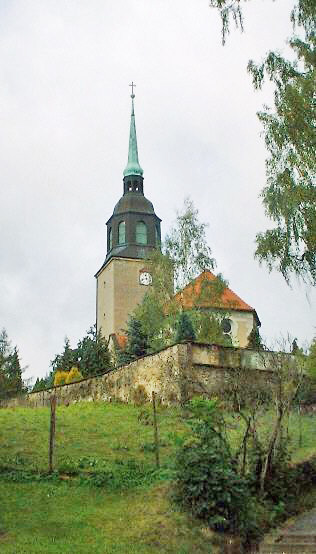
Kirche mit Silbermann-Orgel in Oberbobritzsch

Bobritzsch war bis zum 31. Dezember 2011 eine sächsische Gemeinde im Landkreis Mittelsachsen. Zum 1. Januar 2012 fusionierten die Gemeinden Bobritzsch und Hilbersdorf zur Gemeinde Bobritzsch-Hilbersdorf.

## Geographie
Bobritzsch lag im Landkreis Mittelsachsen in Sachsen etwa 28 km südwestlich von Dresden, 15 km westlich von Dippoldiswalde, 9 km nordwestlich von Frauenstein, 10 km östlich von Brand-Erbisdorf und etwa 8 km östlich von Freiberg. Bobritzsch lag am Fuße des Osterzgebirges und wurde fast vollständig von Süd nach Nord vom Fluss Bobritzsch durchflossen.
Angrenzende Gemeinden waren (im Uhrzeigersinn von Nordosten) Tharandt mit dem Stadtteil Grillenburg, Pretzschendorf mit Colmnitz, Pretzschendorf und Friedersdorf, Frauenstein mit dem Stadtteil Burkersdorf, Lichtenberg/Erzgeb., Weißenborn/Erzgeb., Freiberg mit Halsbach und Halsbrücke mit Conradsdorf, Falkenberg, sowie Niederschöna.
Sämtliche ehemalige Ortsteile von Bobritzsch sind dem Siedlungstyp Waldhufendörfer. Im Einzelnen:
- Naundorf
- Niederbobritzsch
- Oberbobritzsch
- Sohra

## Geschichte
Am 1. März 1994 schlossen sich aufgrund der der gesetzlich vorgeschriebenen Gemeindegebietsreform die Gemeinden Naundorf, Niederbobritzsch und Oberbobritzsch mit Sohra zur Gemeinde Bobritzsch zusammen.
Die erste Besiedlung des kleinsten Ortsteiles Sohra (173 Einwohner) erfolgte vermutlich bereits im 10. Jahrhundert und war sorbischen Ursprungs. An diese Zeit erinnert das ehemalige Vorwerk an der Pretzschendorfer Straße. Eine Sage erzählt, dass damals drei Jungfrauen täglich vom ca. 1 km entfernten Jungfernborn Wasser geholt haben. Sohra bekam seinen heutigen Charakter als Waldhufendorf aber durch die spätere deutsche Kolonisation ab dem 12. Jahrhundert. Seinen Ursprung verdanken die als Waldhufendörfer entlang der Bobritzsch angelegten Orte, Naundorf, Niederbobritzsch und Oberbobritzsch Siedlern, die im 12. Jahrhundert aus Franken, Hessen und später aus Thüringen und Sachsen in das Gebiet zogen. Die Besiedlung war Anfang des 13. Jahrhunderts so gut wie abgeschlossen.
Vom 1186 gegründeten Freiberg breitete sich der Bergbau rasch in nördlicher sowie südlicher und südöstlicher Richtung aus. Einer der letzten Bergbauzeugen in der Gemeinde ist der Friedrich-Erbstollen. Sein Mundloch ist in der Schmiedegasse in Niederbobritzsch zu sehen.
Erstmals urkundlich erwähnt wurde jedoch der Ortsteil Naundorf im Jahr 1306.
In Naundorf und den anderen Ortsteilen kursieren viele Geschichten über die Räuber Johannes Karasek und Lips Tullian. Letzterer soll sein Diebesgut in einem Porphyrfelsen, der Diebeskammer versteckt haben. Bei einem Hinterhalt durch sächsische Soldaten floh Lips Tullian und sprang mit seinem Pferd vom heutigen Lips-Tullian-Felsen. Er überlebte den tiefen Sturz und wurde in Dresden hingerichtet. Heute kann man den Eingang der Diebeskammer noch besichtigen. In unmittelbarer Nähe befindet sich der geographische Mittelpunkt des Freistaates Sachsen.
Eine bedeutende Rolle im Leben von Bobritzsch spielten die Mühlen. Im Niederbobritzscher Erbbuch von 1548 werden drei Mühlen genannt, bald darauf steigt ihre Zahl auf sechs, später auf neun. Die älteste aller Mühlen ist die „Schwarzmühle“, erbaut im 14. Jahrhundert. Sie ist heute noch als Mischfutterbetrieb für die Landwirtschaft in Betrieb, allerdings ohne Wasserkraft. Bis vor kurzem war auch noch die Funkenmühle in Naundorf als Mischfutterbetrieb aktiv. In Oberbobritzsch stellt die Ölmühle Willy Weises Erben immer noch Öl erster Güte her.
Eine Schule besitzt Niederbobritzsch seit 1567. Es war jedoch nur ein Schulzimmer, das sich im Gebäude des heutigen Gemeindeamtes befand. 1837 wurde im Niederdorf ein neues Schulhaus eingeweiht. 1879 erfolgte der Bau der Schule am jetzigen Standort nahe der Kirche. Nach 1990 wurde die Modernisierung des bestehenden Gebäudes erforderlich. Heute befindet sich in dem Gebäude die Oberschule.
1978 wurde an der Pretzschendorfer Straße eine gemeinsame Schule für Oberbobritzsch und Sohra eingeweiht und nach dem Hochwasser 2002 als Grundschule, Hort und Kindergarten komplett saniert.
In der Dorfkirche von Oberbobritzsch befindet sich ein Flügelaltar von 1521, in dessen Schrein die Heilige Katharina, Nikolaus und Barbara. Ferner besitzt die Kirche eine Orgel von Gottfried Silbermann aus dem Jahre 1716.
Zum 1. Januar 2012 schloss sich Bobritzsch mit Hilbersdorf zur Gemeinde Bobritzsch-Hilbersdorf zusammen. Die Gemeinde Bobritzsch wurde aufgelöst, die Ortsteile wurden der neuen Gemeinde zugeschlagen.

### Einwohnerentwicklung
Entwicklung der Einwohnerzahl (31. Dezember):
| - 1998 – 4894 - 1999 – 4928 - 2000 – 4887 - 2001 – 4877 - 2002 – 4858 | - 2003 – 4784 - 2004 – 4743 - 2005 – 4666 - 2006 – 4621 - 2007 – 4660 |

Datenquelle: Statistisches Landesamt des Freistaates Sachsen

## Gedenkstätten
Eine Grabstätte und ein Gedenkstein aus dem Jahre 1956 auf dem Friedhof des Ortsteils Niederbobritzsch erinnern an fünf oder sechs unbekannte KZ-Häftlinge, die im Frühjahr 1945 Opfer eines Evakuierungstransportes aus dem Außenlager Colditz des KZ Buchenwald wurden. Gegen einen nach 1990 neu angebrachten Text der Tafel gab es einen Protest der Verfolgten des Naziregimes. Auf den Friedhöfen der Ortsteile Oberbobritzsch und Naundorf wird ebenfalls an ermordete KZ-Häftlinge erinnert.

## Wirtschaft und Infrastruktur
Die ehemals vom Freiberger Silberbergbau und der Landwirtschaft geprägten Ortschaften sind immer noch ländlich strukturiert. Durch Naundorf verläuft die Ferienstraße Silberstraße. Der in der Nähe liegende Tharandter Wald und der etwas weiter entfernt liegende Naturpark Erzgebirge/Vogtland bieten vielfältige Möglichkeiten des Tourismus. Bobritzsch verfügt im Ortsteil Naundorf über ein Naturbad. Niederbobritzsch ist der Standort des Ausbildungszentrums Bobritzsch.
Anfang der 1990er Jahre wurde gemeinsam mit Hilbersdorf und Freiberg der Gewerbezweckverband Freiberg Ost gegründet. An diesem hat Bobritzsch einen Anteil von 30 %. Lange Jahre waren nur wenige Firmen in dem Gebiet, wie z. B. Asglawo, vertreten. Das Industriegebiet fiel in eine Art Dornröschenschlaf. Das änderte sich schlagartig ab 2008. Es hat eine rege Bautätigkeit begonnen und es siedeln sich viele neue Firmen an. Die modernste Zuchtbrüterei Europas wurde von AviaGen errichtet, außerdem ist ein Möbelhersteller ansässig geworden. Auf einem 20 ha großen Areal nahe der Ziegelscheune hat die SolarWorld AG ein neues Werk errichtet. Hier befindet sich das größte einzelstehende Gebäude im Landkreis Mittelsachsen. Am Standort sollen einmal bis zu 1000 Menschen Arbeit in der Fertigung von Photovoltaikprodukten finden, womit auch viele Menschen aus Bobritzsch profitieren sollten. Unweit der Produktionshallen befinden sich Freiflächen-Photovoltaikanlagen auf einem ebenfalls 20 ha großen Areal der Gemarkung Naundorf.

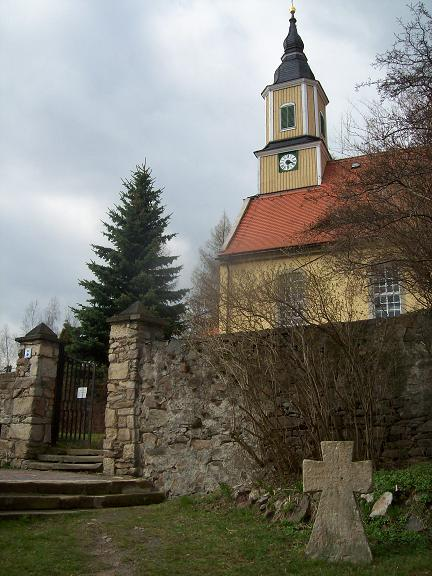
Barockkirche und mittelalterliches Steinkreuz in Naundorf
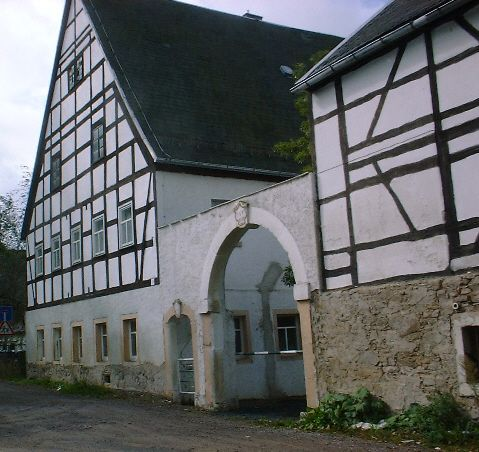
Fachwerkhof des ehem. Erblehngerichtes in Naundorf
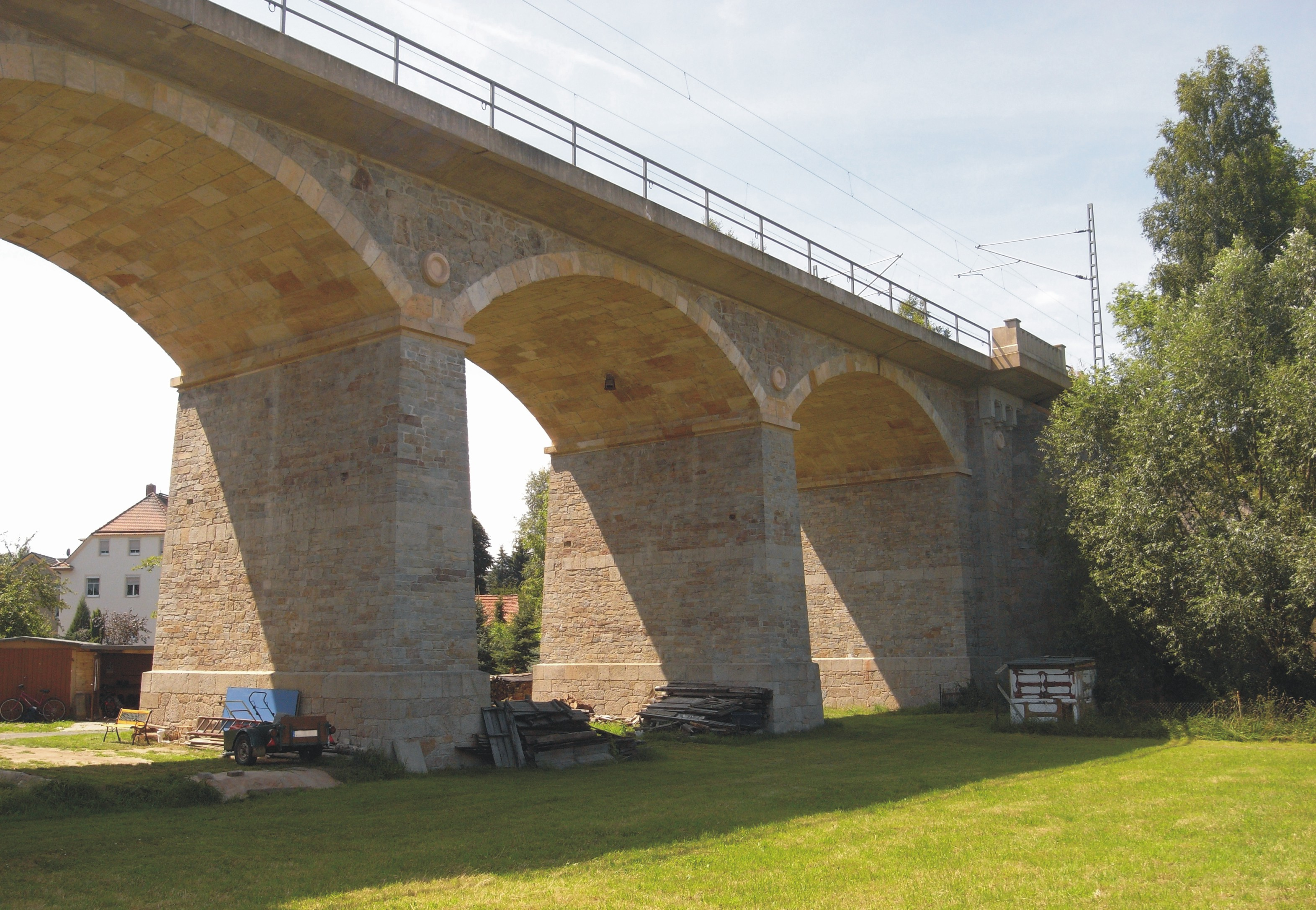
Eisenbahnviadukt in Niederbobritzsch
Postkutschenhalt am Ganzmeilenstein vom Postkurs Tharandt-Freiberg um 1860 an der Silberstraße in Naundorf

### Verkehr
Fünfzig Jahre (1921–71) bestand im Ortsteil Naundorf Anschluss an das Wilsdruffer Schmalspurbahnnetz, wovon noch heute die Gebäude des Bahnhofes und des Haltepunktes (heute Garagen) und das steinerne Eisenbahnviadukt sowie der Radweg auf dem Bahndamm der Schmalspurbahn Klingenberg-Colmnitz–Oberdittmannsdorf in Naundorf zeugen.
Von Naundorf aus verlief auch die Schmalspurbahn Klingenberg-Colmnitz–Frauenstein zuerst durch den Tharandter Wald über Colmnitz, Pretzschendorf bis zum Bobritzscher Ortsteil Oberbobritzsch und weiter nach Friedersdorf bis hoch nach Frauenstein. Das Bahnhofsgebäude in Oberbobritzsch ist noch erhalten. Vom alten Bahndamm ist jedoch nicht mehr viel übrig geblieben.
Mit dem Bahnhof Niederbobritzsch an der hier 1862 fertiggestellten Bahnstrecke Dresden-Chemnitz–Werdau sowie der B 173 im Zuge der Alten Frankenstraße bzw. Hofer Chaussee und der Staatsstraße durch den Tharandter Wald (Ferienstraße Silberstraße) bzw. weiteren Staats- und Kreisstraßen, die u. a. nach Dresden, Freiberg, Freital, Dippoldiswalde und Frauenstein führen, ist der Ort heute an das Verkehrsnetz angebunden.

## Politik
Bürgermeister war von 1994 bis 2012 Volker Haupt (CDU).
| Wahl                                     | Bürgermeister | Vorschlag | Wahlergebnis (in %) |
| ---------------------------------------- | ------------- | --------- | ------------------- |
| Auflösung (siehe Bobritzsch-Hilbersdorf) |               |           |                     |
| 2008                                     | Volker Haupt  | CDU       | 65,3                |
| 2001                                     | Volker Haupt  | CDU       | 97,0                |

## Persönlichkeiten
- Ernst Steyer (1842–1900), konservativer Politiker, MdL
- Heinrich Steyer (1834–1887), konservativer Politiker, MdL
- Philipp Steyer (1839–1907), Rittergutsbesitzer und konservativer Politiker, MdL
- Hermann Mulert (1879–1950), Theologe – Im Ortsteil Niederbobritzsch trägt heute eine Straße seinen Namen.

## Gemeindepartnerschaft
- Niederaichbach, Bayern, Landkreis Landshut, seit 1990 (vormals Partnergemeinde von Niederbobritzsch)
- Neustetten, Baden-Württemberg, seit 1990 (vormals Partnergemeinde von Oberbobritzsch)
- Mariscal Estigarribia, Paraguay